# جام یوفا ۰۷–۲۰۰۶
جام یوفا ۰۷–۲۰۰۶، سی و ششمین فصل از جام یوفا، مسابقات فوتبال باشگاهی سطح دوم اروپا بود که توسط یوفا سازماندهی شد و با قهرمانی سویا به پایان رسید.